# Matriz de covarianza
En estadística y teoría de la probabilidad, la matriz de covarianza es una matriz cuadrada que contiene la covarianza entre los elementos de un vector. Es la generalización natural a dimensiones superiores del concepto de varianza de una variable aleatoria escalar.

## Definición
Si {\displaystyle {\textbf {X}}} es un vector aleatorio dado por 
{\displaystyle {\textbf {X}}={\begin{bmatrix}X_{1}\\\vdots \\X_{n}\end{bmatrix}}}
tal que la {\displaystyle i}-ésima entrada del vector {\displaystyle {\textbf {X}}} es una variable aleatoria con varianza finita, entonces la matriz de covarianza {\displaystyle \Sigma } es una matriz de dimensión {\displaystyle n\times n} cuya entrada {\displaystyle (i,j)} es la covarianza entre la variable {\displaystyle X_{i}} y {\displaystyle X_{j}}, es decir
{\displaystyle \Sigma _{ij}=\operatorname {Cov} (X_{i},X_{j})}
En particular, cuando {\displaystyle i=j}, es decir, la diagonal de la matriz {\displaystyle \Sigma }, obtenemos
{\displaystyle \Sigma _{ii}=\operatorname {Cov} (X_{i},X_{i})=\operatorname {Var} (X_{i})}
En otras palabras, la matriz {\displaystyle \Sigma } queda definida como
{\displaystyle \Sigma ={\begin{bmatrix}{\text{Var}}(X_{1})&{\text{Cov}}(X_{1},X_{2})&\cdots &{\text{Cov}}(X_{1},X_{n})\\{\text{Cov}}(X_{2},X_{1})&{\text{Var}}(X_{2})&\cdots &{\text{Cov}}(X_{2},X_{n})\\\vdots &\vdots &\ddots &\vdots \\{\text{Cov}}(X_{n},X_{1})&{\text{Cov}}(X_{n},X_{2})&\cdots &{\text{Var}}(X_{n})\end{bmatrix}}}

### Como una generalización de la varianza
La anterior definición es equivalente a la igualdad matricial
{\displaystyle \Sigma =\mathrm {E} \left[\left({\textbf {X}}-\mathrm {E} [{\textbf {X}}]\right)\left({\textbf {X}}-\mathrm {E} [{\textbf {X}}]\right)^{t}\right]}
Por lo tanto, se entiende que esto generaliza a mayores dimensiones el concepto de varianza de una variable aleatoria escalar {\displaystyle X}.
En ocasiones, la matriz {\displaystyle \Sigma } es llamada matriz de varianza covarianza y también suele denotarse como {\displaystyle {\text{Var}}({\textbf {X}})} o {\displaystyle {\text{Cov}}({\textbf {X}})}.

## Propiedades
Para {\displaystyle \Sigma =\mathrm {E} \left[\left({\textbf {X}}-\mathrm {E} [{\textbf {X}}]\right)\left({\textbf {X}}-\mathrm {E} [{\textbf {X}}]\right)^{t}\right]} y {\displaystyle \mu =\mathrm {E} ({\textbf {X}})}, las siguientes propiedades fundamentales se demuestran correctas:
1. {\displaystyle \Sigma } es una matriz simétrica.
2. {\displaystyle \Sigma } es semidefinida positiva
3. {\displaystyle \operatorname {Var} (A\mathbf {X} )=A\operatorname {Var} (\mathbf {X} )A^{t}} donde {\displaystyle A} es una matriz no aleatoria de dimensión {\displaystyle n\times m}.

La matriz de covarianza (aunque muy simple) es una herramienta muy útil en varios campos. A partir de ella se puede obtener una transformación lineal que puede de-correlacionar los datos o, desde otro punto de vista, encontrar una base óptima para representar los datos de forma óptima (véase cociente de Rayleigh para la prueba formal y otras propiedades de las matrices de covarianza).
Esto se llama análisis del componente principal (PCA por sus siglas en inglés) en estadística , y transformada de Karhunen-Loève en procesamiento de la imagen.

## Lecturas avanzadas
- Weisstein, Eric W. «Covariance Matrix».  En Weisstein, Eric W, ed. MathWorld (en inglés). Wolfram Research.
- van Kampen, N. G. Stochastic processes in physics and chemistry. New York: North-Holland, 1981.

- Datos: Q1134404